# Lagonda 3-Litre (1928)
La Lagonda 3-Litre è un'automobile prodotta dalla casa automobilistica britannica Lagonda dal 1928 al 1934 in 720 esemplari. Sostituì la Lagonda 16/65 e venne sostituita dalla Lagonda 3.5-Litre.

## Storia
Il modello, il cui motore aveva una cilindrata di 3 litri, fu introdotto per avere una vettura, nella gamma Lagonda, più potente da affiancare alla Lagonda 16/65, che aveva invece un propulsore da 2 litri. In particolare la 3-Litre possedeva un motore da 3.181 cm³ di cilindrata a sei cilindri con distribuzione a valvole in testa.
Come telaio, per i primi esemplari prodotti, fu scelto quello già utilizzato sulla Lagonda 14/60 versione 2 Litre Speed Model che fu lo stesso di quello poi montato sulla Lagonda 3.5-Litre, che entrò in produzione nel 1934. In seguito fu introdotto un nuovo telaio studiato appositamente per la 3-Litre. Fu realizzata il 720 esemplari; ad oggi, di questa produzione, sono giunti sino a noi 66 esemplari.
È stata prodotta in versione berlina quattro porte, turismo due porte e limousine quattro porte. La berlina e la limousine erano a quattro posti, mentre la turismo era una 2+2.